# Oktiàbrske (Sovetski)
|  | Per a altres significats, vegeu «Oktiàbrskoie». |

Oktiàbrske (en (ucraïnès): Октябрське, en rus: Октябрьское, Oktiàbrskoie) és un poble de la República Autònoma de Crimea a Ucraïna, que el 2014 tenia 557 habitants. Pertany al districte rural de Sovetski. Fins al 1945 el municipi es deia Djepar-Iurt.